# シェナンゴ郡 (ニューヨーク州)
シェナンゴ郡（英: Chenango County）は、アメリカ合衆国ニューヨーク州の中央部に位置する郡である。2010年国勢調査での人口は50,477人であり、2000年の51,401 人から1.8%減少した。郡庁所在地はノーウィッチ市（人口7,190人）であり、同郡で人口最大の都市でもある。郡名はオナイダ族インディアンの言葉で「大きなアメリカオニアザミ」を意味している。

## 歴史
1683年にニューヨーク植民地で郡が作られたとき、現在のシェナンゴ郡地域はオールバニ郡に属していた。これは巨大な郡であり、ニューヨーク州北部とバーモント州の全てを含んでおり、さらに理論的には西の太平洋岸まで広がっていた。1766年7月3日に、カンバーランド郡を分離し、1770年3月16日にグロスター郡を分離したが、どちらも現在はバーモント州に含まれている。
1772年3月12日、オールバニ郡の残りが3つに分割され、1つはオールバニ郡の名前で残った。1つは西部に作られたトライアン郡だった。トライアン郡の東部境界は現在のスケネクタディ市の西約5マイル (8 km) にあり、アディロンダック山地の西側と、デラウェア川西支流より西の領域を含んでいた。トライオン郡に指定された地域には現在のニューヨーク州37郡が入っている。ニューヨーク植民地総督のウィリアム・トライアンに因んで名付けられた。
1776年に先立つ年に、トライアン郡のロイヤリストは大半がカナダに逃亡した。1784年、アメリカ独立戦争を終わらせた条約締結に続いて、トライアン郡はモンゴメリー郡に改名された。これは独立戦争時の将軍リチャード・モントゴメリーに因む命名だった。モントゴメリーはカナダで数か所を占領した後、ケベック市攻略中に戦死した。憎まれたイギリスの総督に代わる命名だった。

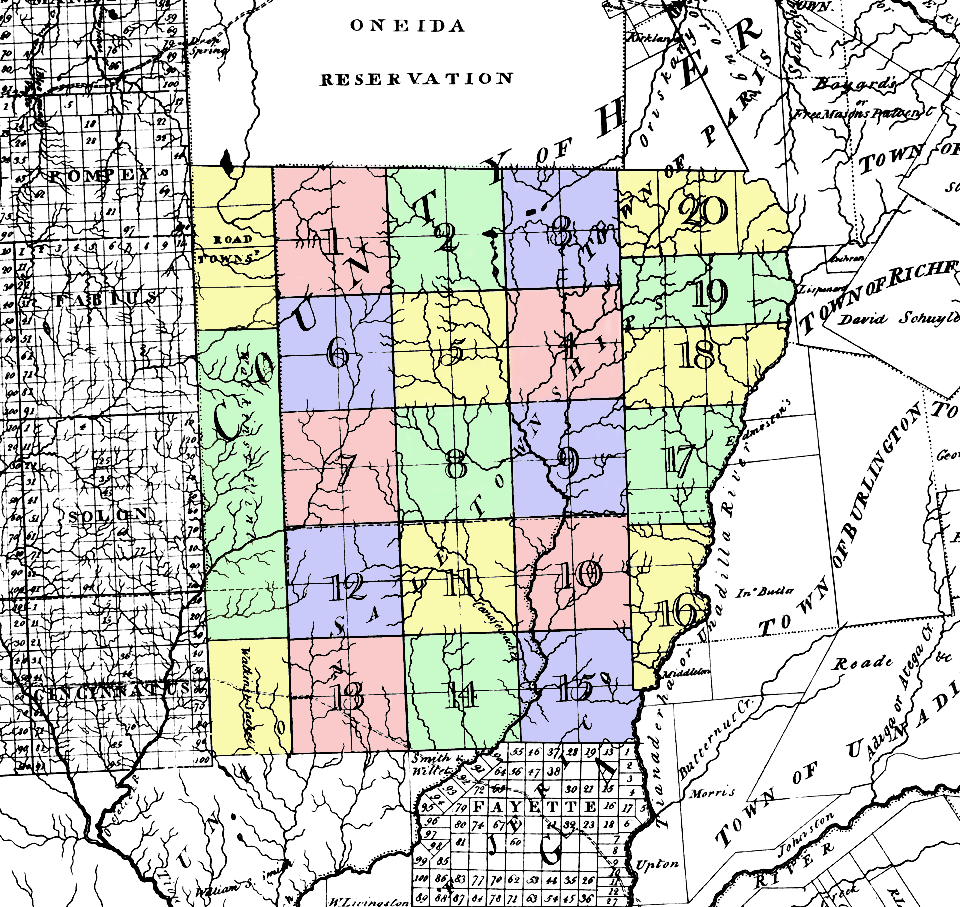
1788年にオナイダ族インディアンから譲渡されたユナディラ川西の20郡区。クリントン購入と呼ばれる

1789年、モンゴメリー郡からオンタリオ郡が分離した。このときのオンタリオ郡は現在の領域よりもかなり広かった。現在のアリゲイニー郡、カタラウガス郡、シャトークア郡、エリー郡、ジェネシー郡、モンロー郡、ナイアガラ郡、オーリンズ郡、スチューベン郡、ワイオミング郡、イェーツ郡の全体と、スカイラー郡、ウェイン郡の一部が含まれていた。
1791年、モンゴメリー郡からハーキマー郡とタイオガ郡がオチゴ郡と共に分離した。
シェナンゴ郡は1798年3月15日に、タイオガ郡とハーキマー郡の一部を合わせて、広さ1,610平方マイル (4,170 km2) の郡として設立された。
1804年、郡内の70平方マイル (180 km2) がオナイダ郡拡張のために譲渡された。この領域にはウォータービルやサンガーフィールドの町も含まれていた。
1806年3月21日、さらに郡内からマディソン郡を設立するために、広さ650平方マイル (1,680 km2) が分離され、シェナンゴ郡は現在の領域になった。

## 政治
シェナンゴ郡は共和党支持の郡と見なされている。2004年アメリカ合衆国大統領選挙では、共和党のジョージ・W・ブッシュが民主党のジョン・ケリーに対して11%差で郡を制した。しかし、2006年の州知事選挙では 民主党のエリオット・スピッツァーが57%の支持を集め、同年のアメリカ合衆国上院議員選挙では、同じく民主党のヒラリー・クリントンが54%の支持を得て郡を制した。2008年アメリカ合衆国大統領選挙では、共和党のジョン・マケインが民主党のバラク・オバマを制したが、その支持率は49.59%対48.45%、わずか237票差の大接戦だった。2010年の州知事選挙でも、民主党のアンドリュー・クオモが、またアメリカ合衆国上院議員選挙では同じく民主党のチャック・シューマーとキルステン・ジルブランドが郡を制した。

## 地理
シェナンゴ郡はニューヨーク州のほぼ中央にあり、オールバニ市の西、ビンガムトン市の北、シラキュース市の南東に位置している。州内ではサザン・ティアと呼ばれる地域に入っている。
アメリカ合衆国国勢調査局に拠れば、郡域全面積は899平方マイル (2,328.4 km2)であり、このうち陸地894平方マイル (2,315.4 km2)、水域は4平方マイル (10.4 km2)で水域率は0.48%である。
サスケハナ川の支流であるシェナンゴ川が郡内を南に流れている。

### 隣接する郡
- マディソン郡 - 北
- オチゴ郡 - 北東
- デラウェア郡 - 南東
- ブルーム郡 - 南
- コートランド郡 - 西

## 人口動態
以下は2000年国勢調査による人口統計データである。
| 基礎データ - 人口: 51,401 人 - 世帯数: 19,926 世帯 - 家族数: 13,549 家族 - 人口密度: 22人/km2（58人/mi2） - 住居数: 23,890 軒 - 住居密度: 10軒/km2（27軒/mi2） 人種別人口構成 - 白人: 97.65% - アフリカン・アメリカン: 0.82% - ネイティブ・アメリカン: 0.27% - アジア人: 0.28% - 太平洋諸島系: 0.02% - その他の人種: 0.22% - 混血: 0.74% - ヒスパニック・ラテン系: 1.07% 先祖による構成 - イギリス系：20.2% - ドイツ系：14.5% - アイルランド系：13.8% - アメリカ人：12.3% - イタリア系：8.9% 言語による構成 - 英語：96.7% - スペイン語：1.3% 年齢別人口構成 - 18歳未満: 26.2% - 18-24歳: 7.0% - 25-44歳: 27.5% - 45-64歳: 24.4% - 65歳以上: 14.9% - 年齢の中央値: 38歳 - 性比（女性100人あたり男性の人口） - 総人口: 97.0 - 18歳以上: 94.7 | 世帯と家族（対世帯数） - 18歳未満の子供がいる: 32.5% - 結婚・同居している夫婦: 53.1% - 未婚・離婚・死別女性が世帯主: 9.8% - 非家族世帯: 32.0% - 単身世帯: 26.1% - 65歳以上の老人1人暮らし: 11.4% - 平均構成人数 - 世帯: 2.52人 - 家族: 3.01人 収入と家計 - 収入の中央値 - 世帯: 33,679米ドル - 家族: 39,711米ドル - 性別 - 男性: 30,363米ドル - 女性: 22,429米ドル - 人口1人あたり収入: 16,427米ドル - 貧困線以下 - 対人口: 14.4% - 対家族数: 10.7% - 18歳未満: 19.5% - 65歳以上: 8.7% |

## 都市と町
ノーウィッチ市が郡庁所在地であり、郡内唯一の都市である。その他は「村」か「ハムレット」に指定されている。
ニューヨーク州では「町」が郡の下の小区分であり、他州の郡区に相当している。郡北部の町は、オナイダ族インディアンから譲渡された20郡区の中から生まれた。
- アフトン村
- アフトン町
- ベインブリッジ町
- ベインブリッジ村
- コロンバス町
- コベントリー町
- アールビル村
- ジャーマン町
- グリーン町
- グリーン村
- ギルフォード町
- リンクレーン町
- マクドナウ町
- ニューバーリン町
- ニューバーリン村
- ノースノーウィッチ町
- ノーウィッチ町
- オステリック町
- オックスフォード町
- オックスフォード村
- ファーサリア町
- ピッチャー町
- プリマス町
- プレストン町
- ロックデール（ハムレット）
- シャーバーン町
- シャーバーン村
- スミスビル町
- スマーナ町
- スマーナ村
- サウスオステリック町

## 教育
モリスビル州立カレッジがノーウィッチ市に分校を持っている。